# Chlorhydrate d'aluminium
Les hydroxychlorures d'aluminium, plus familièrement les chlorhydrates d'aluminium, forment un groupe de sels d’aluminium spécifiques ayant la formule générale AlnCl(3n-m)(OH)m. Ils sont utilisés dans les cosmétiques comme déodorant et comme coagulant dans le traitement primaire de l'eau.
Lors du traitement primaire de l'eau, ces composés sont favorisés à cause de leur charge nette importante qui les rend plus à même de déstabiliser et de déplacer des matériaux suspendus, ce que d’autres sels tels que le sulfate d'aluminium, le chlorure d’aluminium et autres formes variées de chlorure de polyaluminium et chlorosulfate de polyaluminium ne pourraient pas faire, la structure de l’aluminium conduisant à une charge nette plus faible. De plus, le haut degré de neutralisation d’HCl conduit à un impact minimal dans le traitement du pH de l’eau, comparé à d’autres sels d’aluminium ou de fer.

## Utilisations
Les chlorhydrates d’aluminium font partie des principes actifs les plus communément utilisés dans la préparation de déodorants commerciaux. Le sel le plus communément utilisé dans les déodorants et anti-transpirants est Al2Cl(OH)5. 
Les chlorhydrates d’aluminium sont aussi utilisés en tant que coagulant dans le traitement de l’eau et des eaux usées, afin de soutirer le carbone organique dissous et les particules colloïdales présentes en suspension.

## Sécurité
Le Food and Drug Administration considère que l’usage de chlorhydrate d’aluminium dans les anti-transpirants est sans danger et autorisé pour des concentrations ne dépassant pas 25 %.
Les sels d’aluminium peuvent être dangereux, car ils ont un fort pouvoir pénétrant. Quand ils pénètrent l’organisme, ils se dissolvent dans le sang et libèrent des Al3+ qui sont capables de réagir avec l’ADN en formant des liaisons.

### Maladie d'Alzheimer
Jusqu'en 2016, les études n’avaient révélé qu’une faible connexion entre l’utilisation sur le long terme de déodorants et la maladie d'Alzheimer. En 1989, il n’y avait pas de preuve précise et cohérente sur le fait que l’exposition aux chlorures d’aluminium conduirait à une démence progressive et à la maladie d’Alzheimer. Heather M.Snyder, le directeur adjoint aux relations médicales et scientifiques pour l’association Alzheimer, a déclaré : « Il y a eu beaucoup de recherches qui se sont consacrées à la recherche d’un lien entre la maladie d’Alzheimer et l’aluminium, et il n’y a eu aucune preuve définitive pouvant suggérer l’existence d’un lien entre les deux ».
En 2016, une étude révèle une concentration importante et inhabituelle d'aluminium dans le cerveau des malades.

### Cancer du sein
Le Journal international de la fertilité et de la médecine des femmes n’a trouvé aucune preuve que certaines substances chimiques utilisées dans des cosmétiques pour aisselles augmenteraient le risque de cancer du sein. Ted S. Gansler, le directeur du service médical de l'American Cancer Society, a déclaré qu’« il n’y a pas de preuves convaincantes concernant le fait que l’usage d’anti-transpirants ou de déodorants augmenterait le risque de cancer ». Pourtant en 2016, deux chercheurs suisses ont expérimenté l'influence des sels d’aluminium sur des cellules mammaires de souris et ont constaté le développement de tumeurs à des degrés divers, parfois très agressives, formant des métastases. Bien qu'ils réclament des études épidémiologiques sur l'homme et des expérimentations in vivo, en leur absence, seule une recommandation de l'Afssaps permet aujourd'hui de limiter la teneur en aluminium dans les cosmétiques à 0,6% et d'informer les consommateurs pour que ces produits ne soient pas appliqués sur une peau lésée.
En réalité, si les recommandations de l’ANSM (anciennement Afssaps) étaient force de loi, les antitranspirants seraient tous interdits de vente en France, car ils contiennent tous nettement plus de 0,6 % d’aluminium.

## Structure
Les chlorhydrates d’aluminium sont décrits au mieux comme étant des polymères inorganiques, et ils sont, de ce fait, difficiles à caractériser structurellement. Cependant, des techniques telles que la chromatographie par perméation de gel, la cristallographie aux rayons X et l'27Al-NMR ont été utilisées en recherche par divers laboratoires tels que Nazar et Laden pour montrer que le matériau est basé sur des unités d’Al13 avec une structure de Keggin et que cette unité de base conduit ensuite à des transformations complexes pour former des complexes poly-aluminium plus larges.

## Synthèse
Les chlorhydrates d’aluminium peuvent être produits industriellement en faisant réagir de l’aluminium et de l’acide chlorhydrique. Un certain nombre de matériaux annexes contenant de l’aluminium peuvent être utilisés, notamment l’aluminium métallique, l'hydroxyde d'aluminium, le chlorure d'aluminium, le sulfate d'aluminium et autres combinaisons de ces derniers. Les produits peuvent contenir des sous-produits tels que les chlorures de sodium, calcium, magnésium ou sulfates.
À cause de son caractère explosif aléatoire lié à la production d'hydrogène lors de la réaction de l’aluminium métallique avec de l’acide chlorhydrique, la pratique industrielle la plus commune est de préparer une solution de chlorhydrate d’aluminium (CHA) en faisant réagir des hydroxydes d'aluminium avec de l’acide chlorhydrique. Le produit CHA réagit ensuite avec des lingots d'aluminium à 100 °C, en utilisant des vapeurs dans un réacteur ouvert. Le ratio d’Al et de CHA et le temps de réaction autorisé déterminent la forme du polymère du polychlorhydrate d’aluminium.